# Суптай
Супта́й (каз. Сұптай) — село у складі Панфіловського району Жетисуської області Казахстану. Входить до складу Жаскентського сільського округу.
Населення — 847 осіб (2021; 757 у 2009, 989 у 1999, 960 у 1989).